# Garcia (planta)
Garcia es un género perteneciente a la familia de las euforbiáceas con dos especies de plantas que se encuentran desde México hasta Colombia. Es el único género de la subtribu Garciinae.

## Taxonomía
El género fue descrito por Julius Philip Benjamin von Rohr y publicado en Skrifter af Naturhistorie-Selskabet 2(1): 217. 1792. La especie tipo es: Garcia nutans Rohr

## Especies aceptadas
A continuación se brinda un listado de las especies del género Garcia (planta) aceptadas hasta octubre de 2012, ordenadas alfabéticamente. Para cada una se indica el nombre binomial seguido del autor, abreviado según las convenciones y usos.
- Garcia nutans Rohr
- Garcia parviflora Lundell